# قوزان (أضنة)
قوزان (بالتركية: Kozan)‏ مدينة تقع إدارياً ضمن أضنة في تركيا. ويبلغ عدد سكانها 130,875 نسمة حسب تعداد عام 2000. تعتمد قوزان للبريد على الرمز البريدي 01502.

## أعلام
- إيزبيلا ملكة أرمينيا
- ميلخ أمير أرمينيا الصغرى
- سمعان العمودي

## وصلات خارجية
- الموقع الرسمي